# Ordre royal et militaire de Saint-Louis
Pour les articles homonymes, voir Saint-Louis.
L’ordre royal et militaire de Saint-Louis est un ordre royal, puis dynastique français créé à Versailles par Louis XIV le 5 avril 1693.
L'appartenance à l'ordre était matérialisée par une croix, « la croix de Saint-Louis ». Le roi était le grand-maître de l'ordre et son administration était confiée à un conseil formé de grand-croix et de chevaliers.
À l'instar de l'ordre de Saint-Michel (qui tendait depuis le début du siècle à devenir un ordre de mérite civil) l'ordre de Saint-Louis récompensait le mérite militaire, sans distinction sociale : les récipiendaires n'étaient ainsi pas tous nobles,. Il fallait cependant avoir servi au moins dix ans dans les armées comme officier ou sous-officier et, une décennie après l'édit de Fontainebleau, prouver sa catholicité.

## Histoire

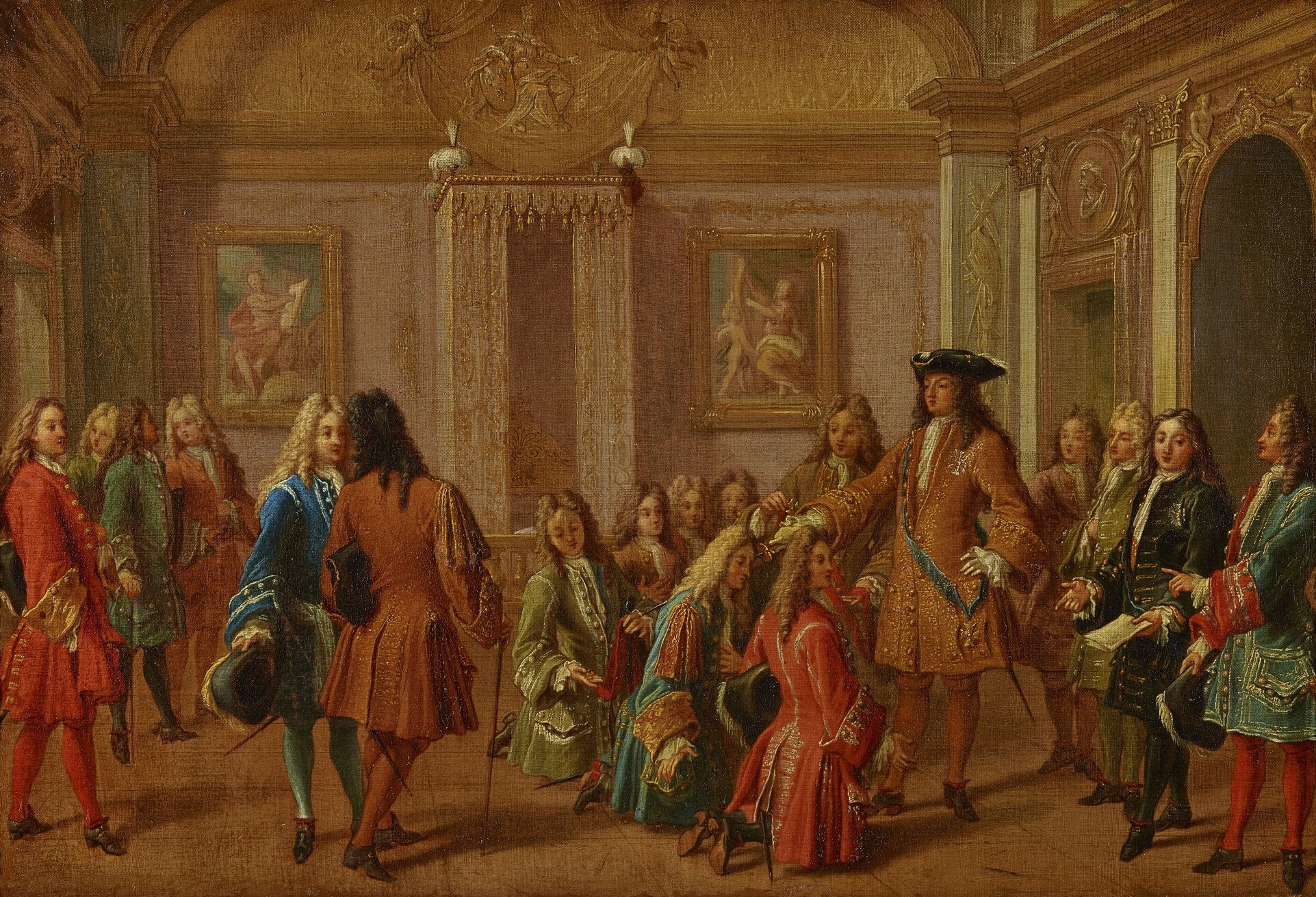
La Première remise des décorations par le roi en 1693
François Marot (1710)
Château de Versailles.

Sur une idée du maréchal de Luxembourg, Louis XIV souhaite récompenser les gentilshommes qui l'ont servi depuis le milieu du XVIIe siècle.
Conscient qu'il existe parmi eux un certain nombre d'officiers roturiers, il décide de créer un ordre militaire, fondé sur le mérite, dont il nommera les chevaliers à sa discrétion.
Les premiers grand-croix de Saint-Louis furent pris parmi les grand-croix de l'ordre de Saint-Lazare et, quelques jours plus tard, le roi nomma les cinq premiers chevaliers : le Dauphin, Monsieur, le duc de Chartres, le prince de Conti et le maréchal de Bellefonds.
La promotion suivante eut lieu le 11 mai 1693, dans le salon de l’appartement du roi. Louis XIV donna un coup d’épée sur l’épaule droite et sur l’épaule gauche de chaque postulant, qui se tenait à genoux, en disant : « Par Saint Louis, je vous fais chevalier. » le maréchal de Duras, le maréchal de Villeroy, le duc du Maine ou encore Chamlay sont reçus. Le souvenir de cet évènement est conservé aujourd'hui au château de Versailles, à travers un projet de tapisserie peint par François Marot, qui s'intitule Première promotion des chevaliers de l'ordre de Saint Louis, 10 mai 1693.
Si la qualité noble n'est pas nécessaire à être reçu dans l'ordre, la noblesse représente toutefois une part très importante de l'effectif, et qui alla croissant au cours du XVIIIe siècle.
Pour les officiers protestants, notamment les Suisses et les Allemands au service du roi de France, Louis XV créera l'institution du mérite militaire en 1759.
En 1791, l'ordre de Saint-Louis est réuni avec le mérite militaire sous le nom de Décoration militaire. Cette décoration est elle-même supprimée le 15 octobre 1792, mais restaurée par Louis XVIII en 1814, qui l'attribua à des officiers émigrés et des chefs vendéens. Ce faisant, le but avoué est de le substituer à la Légion d'honneur. Cette tentative ne dure pas : la Décoration militaire disparaît avec Louis-Philippe ; l'ordre de Saint-Louis n'est plus attribué par l'État depuis 1830. N'ayant en outre pas été aboli, il demeure un ordre dynastique de la maison de Bourbon.

## Organisation

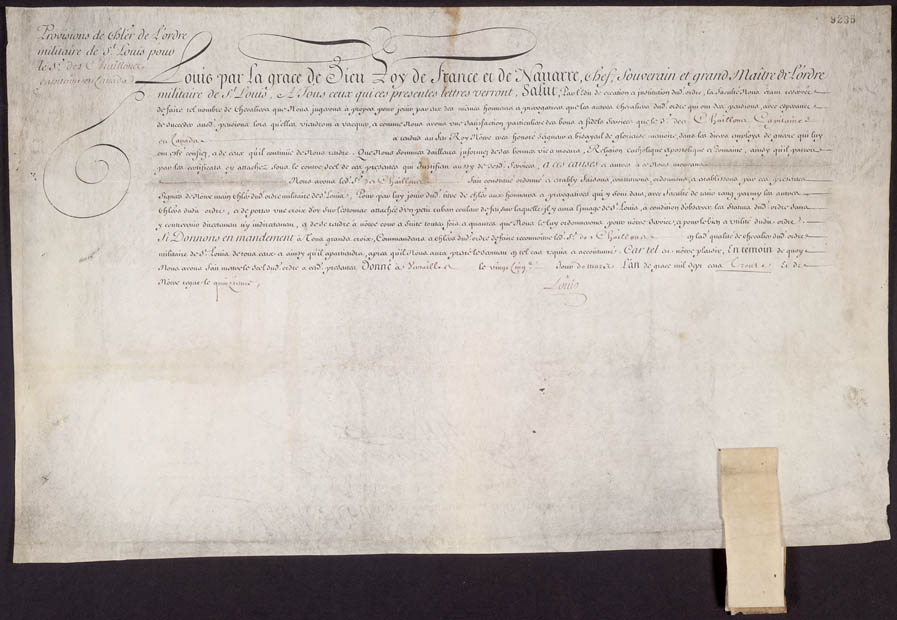
Provisions de chevalier de l'ordre de Saint-Louis pour le sieur des Chaillons, « capitaine en Canada », 25 mars 1730.

La durée de service fut portée de dix à vingt ans peu après la création de l'ordre. Le dauphin, le général des galères, l’amiral et les maréchaux de France étaient membres-nés de l’ordre. Les princes de famille royale n'obtenaient un grade dans l’ordre qu’après avoir effectué leur première campagne de guerre. Les militaires nommés devaient être reçus chevaliers dans une cérémonie où ils prêtaient serment au roi et à la religion catholique. Cette cérémonie de réception était présidée de 1693 à 1700 uniquement par le roi ; à partir de 1700 le dauphin reçut le droit de recevoir les nouveaux chevaliers, droit qui fut étendu à tous les princes du sang et les maréchaux de France en 1705, puis à tous les officiers généraux membres de l'ordre.
On distinguait trois classes de membres de l'ordre : les chevaliers, dont le nombre n'était pas limité, les commandeurs, dont le nombre est limité à vingt-quatre, et les grand-croix, dont le nombre est limité à huit. Lorsqu’un grand-croix de Saint-Louis devenait chevalier du Saint-Esprit, il redevenait simple chevalier de Saint-Louis. Cette disposition avait pour but de libérer des « places » de grand-croix afin de récompenser les généraux en plus grand nombre.
Un certain nombre de pensions étaient accordées aux membres de l'ordre : de 800 à 2 000 livres pour certains chevaliers, de 3 000 à 4 000 livres pour les commandeurs et 6 000 livres pour les grand-croix.
Le grand-maître de l'ordre est le roi, mais son administration est confiée à un conseil formé de six chevaliers, quatre commandeurs et deux grand-croix. Ce conseil était élu chaque année par une assemblée générale de l'ordre tenue le 25 août, jour de la Saint-Louis, dans le palais de résidence du roi. L'ordre comptait : un trésorier, un greffier et un huissier. Recrutés dans les services des secrétariats d'État à la marine et à la guerre, ils portaient la croix de chevalier et le titre d’officier de Saint-Louis. En 1719, le Régent créa quinze offices héréditaires d'administration de l'ordre : trois grands-officiers, portant les insignes de grand-croix, quatre commandeurs et huit officiers. En 1779, le nombre d'officiers fut réduit à deux : trésorier et huissier.

## L’ordre de Saint-Louis et la noblesse

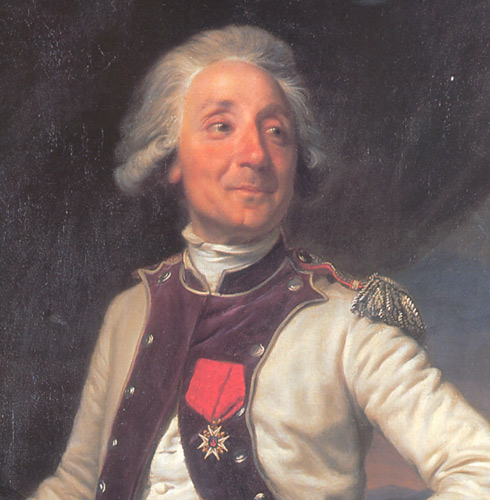
Jean-Baptiste Symon de Solémy en uniforme, arborant la croix de Saint Louis

Si, en 1693, la réception dans l'ordre de Saint-Louis ne confère pas la noblesse à un officier qui serait roturier, les chevaliers de Saint-Louis disposent en revanche, lorsqu'ils ne sont pas nobles, d'un certain nombre de privilèges personnels, comme l'exemption de la taille, et la préséance dans les cérémonies publiques.
À partir de 1750, les chevaliers de Saint-Louis qui étaient fils et petit-fils de membres de l'ordre pouvaient faire reconnaître leur noblesse héréditaire. Cette disposition fut cependant mise à mal sous le ministère du comte de Saint-Germain qui barra la voie de commandement aux roturiers, en imposant à tout aspirant de prouver sa noblesse devant les généalogistes du roi.
Directement inspiré de l'ordre de Saint-Louis, celui de la légion d'honneur conserva un temps la possibilité d'un anoblissement pour la 3e génération de chevalier nommé dans l'ordre.

## Insignes

Port des différents grades de l'ordre royal et militaire de Saint-Louis : chevalier ; commandeur ; grand-croix.

L'ordre royal et militaire de Saint-Louis comprenait trois classes, sur le modèle des ordres existant.
- chevalier, lequel portait l'insigne à un ruban rouge sur la poitrine gauche ;
- commandeur, portant l’insigne à une écharpe rouge du côté gauche ;
- grand-croix, ayant l’insigne à une écharpe rouge du côté gauche et une plaque sur la poitrine à gauche.

Cet ordre devint le prototype de tous les ordres honorifiques modernes (existence des différentes classes, type d’insigne, écharpe, etc.).
L’insigne était composée d’une croix de Malte blanche et or, portant des fleurs de lys aux angles. Au centre se trouvait un médaillon portant l’inscription « LUD(OVICUS) MAG(NUS) INS(TITUIT) 1693 » pour « Louis le Grand l’a institué en 1693 », entourant une représentation de saint Louis. Selon certains, la couleur rouge du ruban de la Légion d'honneur serait un souvenir de l’ordre de Saint-Louis. Les principaux modèles suivent les régimes successifs : Louis XIV, la Régence, Louis XV, Louis XVI, la monarchie constitutionnelle, l'émigration (1792-1814) et enfin la Restauration. Sous la monarchie de Juillet (1830-1848), les croix pouvaient être portées si les fleurs de lys des cantonnements des branches étaient supprimées. En 1830, les nominations dans l'ordre de Saint-Louis prennent fin.
On peut situer la période d'un insigne, au mode de fixation des centres :
1/ Louis XIV : 2 rivets fixent les centres aux branches ;
2/ Régence - Louis XV - Louis XVI : une goupille fixe les centres par le travers de la croix ;
3/ Restauration : les revers des centres ont des pattes de fixation qui sont insérées dans une cire rouge (il existe, toutefois, encore des modèles fixés par une goupille et dument poinçonnés à la tête de coq).
La datation d'un insigne se fait surtout à sa forme et au plan de l'anneau par rapport à celui de la croix.
Certains modèles apparus sous le règne de Louis XVI ont encore été fabriqués pendant les Restaurations, avec les mêmes coins. Ils ne se distinguent que grâce à la présence du poinçon (tête de coq ou de bélier) apposé à la fabrication.

## Catégories de récipiendaires de l’ordre de Saint-Louis
- Chevalier de l’ordre royal et militaire de Saint-Louis
- Commandeur de l’ordre royal et militaire de Saint-Louis
- Grand-croix de l’ordre royal et militaire de Saint-Louis

## Devise
La devise de l'ordre est : « Bellicae virtutis praemium », c'est-à-dire « Récompense du courage militaire ».